# Supercoppa di Bulgaria 2020
La Supercoppa di Bulgaria 2020 è stata la 17ª edizione di tale competizione, disputata il 2 agosto 2020. La sfida ha visto contrapposte il Lokomotiv Plovdiv, vincitore della coppa nazionale e il Ludogorec vincitore del campionato. Il Lokomotiv Plovdiv ha avuto la meglio sul Ludogorec per 1-0, conquistando il trofeo per la seconda volta nella sua storia.

## Tabellino
| Arbitro: | Volen Chinkov |

|  |           |           |
|  | Marcatori | 89’ Iliev |